# Praebythoceratina
Praebythoceratina is een geslacht van uitgestorven kreeftachtigen uit de klasse van de Ostracoda (mosselkreeftjes).

## Synoniem
- Bythoceratina (Praebythoceratina) Gruendel & Kozur, 1972 †